# Harold Ivory Williams
Harold Ivory Williams (25. srpna 1949 Baltimore, Maryland, USA – 9. června 2010 Durham, Severní Karolína, USA) byl americký hudebník-hráč na klávesové nástroje. Spolupracoval s Milesem Davisem, se kterým nahrál alba On the Corner (1972) a Big Fun (1974). Mimo to byl členem skupiny MFSB a spolupracoval s polskými hudebníky Michałem Urbaniakem a Urszulou Dudziak.